# Charles Tournemire
Charles Arnold Tournemire (Bordeaux, 1870. január 22. – Arcachon, 1939. november 4.) francia zeneszerző. 1898 és 1939 között a párizsi Szent Klotild-bazilika orgonistája volt. Tournemire César Franck tanítványa volt, és nála tanult Joseph Bonnet (1884-1944), Maurice Duruflé (1902-1986), Jean Langlais (1907-1991), valamint Olivier Messiaen (1908-1992)